# Aaron Sorkin
Aaron Sorkin (n. 9 iunie 1961, New York City, New York, SUA) este un scenarist, producător de film, dramaturg și scriitor american, care a primit Premiul Asociației Scenariștilor Americani și Premiul Oscar pentru cel mai bun scenariu adaptat pentru Rețeaua de socializare.